# 格蘭德縣 (猶他州)
格蘭德縣（英語：Grand County，另有譯為盛大縣）是美国犹他州東部的一個縣，東鄰科羅拉多州，西界格林河，面積9,535平方公里。根據2020年美國人口普查，共有人口9,669人。縣治摩押（Moab）。該縣成立於1890年，縣名是依照科羅拉多河的舊名「Grande River」（音譯為格蘭德河，意思是巨大的河）而取的。